# Hundra (båtsmanstorp)

Hundra var ett av tre båtsmanstorp i Salems socken i Stockholms län. Torpet låg i de östra delarna av Salems kommun. Ursprungligen låg torpet vid Ryggbergen öster om Lundby, men flyttades 1791 till Hallinge rote.
Båtmanstorpet nr 100, som allmänt kallades för Hundra, låg i Hallinge rote. Under indelningsverkets tid skulle Salem socken hålla båtsmän för sjö och kustförsvaret. De tre båtsmännen var fördelade på tre olika rotar. Båtsmännen i Salem hörde alla till Stockholms station, Södermanlands 1.båtsmanskompani, med soldatnumren 99, 100 och 101. Gårdarna inom en rote skulle själva skaffa en båtsman och underhålla denne med torp och extra stöd, t.ex. båtsmannens beklädnad, tillgång till åker och ängsmark, uthusbyggnader till djuren, osv. 
Soldat nummer 100, i båtmanstorpet Hundra, skulle anta soldatnamnet Boberg. Den sista båtsmannen hette dock Axel Gottfrid Ljungstedt.
Båtsmanstorpet no. 100 var en enkelstuga med en tillbyggd veranda. Hundra brann ner vintern 1924.
Husgrunderna är fortfarande väl synliga och är markerade med en skylt av Salems hembygdsförening.